# Poganjalec
Poganjalec ali drezina je dvokolesno prevozno sredstvo na človeški pogon.

## Zgodovina
Poganjalec je predhodnik sodobnega kolesa, ki ga je izumil baron Karl Drais v Mannheimu ter patentiral februarja 1818 v Franciji. Poimenoval ga je Laufmaschine (nemško "tekalni stroj"), po izumitelju pa se je obdržalo tudi poimenovanje drezina, kot oblika francoske "draisienne". Novo prevozno sredstvo je hitro postalo priljubljeno posebno v Franciji in Angliji. Ponekod so zaradi ogrožanja pešcev prepovedali njihovo uporabo. V 60. letih 19. stoletja se je poganjalec z dodanimi ročicami in stopalkami razvil v kolo.

## Zgradba
Poganjalec je prvo enosledno dvokolo, ki je bilo najprej sestavljeno iz dveh zaporednih koles, povezanih z lesenim ogrodjem, na katerem je bilo sedlo oz. sedež, priprava pa se je krmilila z ročnim krmilom. Voznik poganjalca okobali napravo in se naprej odriva z nogami. 

## Uporaba
Poganjalec oz. poganjalček se v današnjem času uporablja predvsem kot pripomoček za razvijanje ravnotežja pri otrocih. Otrok se namreč najprej na njem le sedi in z obema nogama drži ravnotežje. Ko se privadi se z nogami začne odrivati, tako da najprej hodi, nato teče, ko pridobi dovolj samozavesti in hitrosti, prične krčiti noge in s tem pride do samostojne vožnje po dveh kolesih.
1. ↑  »Na kolo za zdravo telo«. www.dobrateta.si. Pridobljeno 6. januarja 2016.